# شوسوکه کانکو
شوسوکه کانکو (金子修介)؛ زادهٔ ۸ ژوئن ۱۹۵۵) فیلم‌نامه‌نویس، و کارگردان فیلم اهل ژاپن است. از جمله کارهای او می‌توان به کارگردانی فیلم یادداشت مرگ اشاره کرد.